# Сенін Себаї
Сенін Ясінт Себаї (фр. Senin Hyacinthe Sebai; нар. 18 грудня 1993, Абіджан, Кот-д'Івуар) — івуарійський футболіст, нападник ізраїльського клубу «Іроні».

## Життєпис
На батьківщині виступав за команду «Егнанда де Зарану». У 2014 році разом із групою гравців із Кот-д’Івуару перейшов до молдавського клубу «Саксан». Дебютний матч у чемпіонаті Молдови зіграв 26 липня 2014 року проти «Мілсамі» і в ньому ж забив свій перший м'яч. Усього за половину сезону взяв участь у 14 матчах чемпіонату Молдови та відзначився 4-ма голами. Навесні 2015 року грав за клуб «Астра» у вищому дивізіоні Румунії, але не зміг стати основним гравцем й провів лише 3 матчі.
У липні 2015 року підписав контракт із білоруським клубом «Слуцьк» у чемпіонаті Білорусі разом із одноклубниками по «Саксану» Куассі Куаджем та Якубом Бамбою. У складі «Слуцька», однак, не зумівши закріпитися в основі, покинув команду наприкінці сезону 2015. Побував на перегляді у багатьох клубах країн СНД, у тому числі в азербайджанській «Габалі» та казахстанському «Іртиші». Не виступав за «Слуцьк» у першій половині сезону 2016 років, бо шукав собі новий клуб, але в серпні все ж таки повернувся до Білорусі. З другої спроби став одним із основних нападників случан. У першій половині 2017 року відзначився 4-ма голами і віддав 5 результативних передач у 12 матчах чемпіонату, після чого до гравця почали проявляти інтерес різні білоруські та закордонні клуби. Загалом у чемпіонаті провів 32 матчі та відзначився 7-ма голами, а в Кубку Білорусі у сезоні 2016/17 років став півфіналістом.
Останній матч за «Слуцьк» провів 20 червня 2017 року, а наступного дня підписав контракт із калінінградської «Балтики» в ФНЛ. 8 липня 2017 року відзначився голом у своєму дебютному матчі у ворота «Тюмені». За підсумками сезону 2017/18 років з 10-ма голами в 31-му поєдинку став найкращим бомбардиром команди, але й заробив 5 жовтих та три червоні картки.
У червні 2018 року перейшов до клубу «Тамбов». За осінню частину першості ФНЛ відзначився 8-ма голами в 20-ти поєдинках та допоміг клубу виграти першу частину чемпіонату. Але й знову заробив 5 жовтих та одну червону картку за півсезону.
2 лютого 2019 року перейшов до казахстанського клубу «Тобол» (Костанай), оскільки в контракті гравця був пункт, згідно з яким він зміг піти в команду, яка бере участь в єврокубках. Сума відступних «Тамбову» становила 50 000 доларів.
24 грудня 2020 року підписав 2-річний контракт із клубом «Хімки». Провів за футбольний клуб 14 матчів, результативними діями не відзначився.
7 вересня 2021 року гравець перейшов до «Ахмату», підписавши контракт на один рік, з можливістю продовження ще на рік. 31 травня 2022 року залишив російський клуб.
18 травня 2022 року агент гравця повідомив, що футболіст після закінчення сезону перейде до клубу із ізраїльської Прем'єр-ліги. У липні 2022 року став гравцем ізраїльського клубу «Хапоель Іроні» з (Кір'ят-Шмона).

## Статистика виступів

### Клубна
Станом на 23 червня 2022.
| Сезон               | Команда             | Чемпіонат           | Чемпіонат | Чемпіонат | Нац. кубок | Нац. кубок | Нац. кубок | Конт. кубок | Конт. кубок | Конт. кубок | Інші кубки | Інші кубки | Інші кубки | Загалом | Загалом |
| Сезон               | Команда             | Змаг.               | Матчі     | Голи      | Змаг.      | Матчі      | Голи       | Змаг.       | Матчі       | Голи        | Змаг.      | Матчі      | Голи       | Матчі   | Голи    |
| ------------------- | ------------------- | ------------------- | --------- | --------- | ---------- | ---------- | ---------- | ----------- | ----------- | ----------- | ---------- | ---------- | ---------- | ------- | ------- |
| 2014-січ. 2015      | «Саксан»            | НД                  | 14        | 4         | КМ         | 0          | 0          | ЛЄУ         | 1           | 0           |            | -          | -          | 15      | 4       |
| січ.-тр. 2015       | «Астра»             | Л1                  | 3         | 0         | КР         | 0          | 0          |             | -           | -           |            | -          | -          | 3       | 0       |
| 2015                | «Слуцьк»            | ВЛ                  | 7         | 1         | КБ         | 2          | 1          |             | -           | -           |            | -          | -          | 9       | 2       |
| 2016                | «Слуцьк»            | ВЛ                  | 13        | 2         | КБ         | 1          | 0          |             | -           | -           |            | -          | -          | 14      | 2       |
| 2017                | «Слуцьк»            | ВЛ                  | 12        | 4         | КБ         | 4          | 1          |             | -           | -           |            | -          | -          | 16      | 5       |
| Загалом за «Слуцьк» | Загалом за «Слуцьк» | Загалом за «Слуцьк» | 25        | 6         |            | 5          | 1          |             | -           | -           |            | -          | -          | 30      | 7       |
| 2017-2018           | «Балтика»           | 1Д                  | 31        | 10        | КР         | 0          | 0          |             | -           | -           |            | -          | -          | 31      | 10      |
| 2018-лют. 2019      | «Тамбов»            | 1Д                  | 20        | 8         | КР         | 2          | 0          |             | -           | -           |            | -          | -          | 22      | 8       |
| 2019                | «Тобол»             | ПЛ                  | 26        | 8         | КК         | 1          | 0          | ЛЄУ         | 2           | 0           |            | -          | -          | 29      | 8       |
| 2020                | «Тобол»             | ПЛ                  | 14        | 2         |            | -          | -          |             | -           | -           |            | -          | -          | 14      | 2       |
| Загалом за «Тобол»  | Загалом за «Тобол»  | Загалом за «Тобол»  | 40        | 10        |            | 1          | 0          |             | 2           | 0           |            | -          | -          | 43      | 10      |
| січ.-тр. 2021       | «Хімки»             | ПЛ                  | 8         | 0         | КР         | 0          | 0          |             | -           | -           |            | -          | -          | 8       | 0       |
| лип.-вер. 2021      | «Хімки»             | ПЛ                  | 6         | 0         |            | -          | -          |             | -           | -           |            | -          | -          | 6       | 0       |
| Загалом за «Хімки»  | Загалом за «Хімки»  | Загалом за «Хімки»  | 14        | 0         |            | 0          | 0          |             | -           | -           |            | -          | -          | 14      | 0       |
| вер. 2021-2022      | «Ахмат»             | ПЛ                  | 17        | 3         | КР         | 2          | 0          |             | -           | -           |            | -          | -          | 19      | 3       |
| Усього за кар'єру   | Усього за кар'єру   | Усього за кар'єру   | 171       | 42        |            | 12         | 2          |             | 3           | 0           |            | -          | -          | 186     | 44      |

## Досягнення
- Віце-чемпіон Казахстану: 2020
- Володар Кубка Таджикистану: 2023